# Siedzisko
Siedzisko – mebel przeznaczony do siedzenia.
Do siedzisk zalicza się:
- taboret
- ławkę
- krzesło
- fotel

Siedzisko w znaczeniu szczegółowym oznacza również część mebla mniej lub bardziej złożonego, na której można usiąść.
Rozróżnia się siedziska:
- proste i profilowane
- twarde i wyściełane